# Miltonia flavescens
Miltonia flavescens är en orkidéart som först beskrevs av John Lindley, och fick sitt nu gällande namn av John Lindley. Miltonia flavescens ingår i släktet Miltonia och familjen orkidéer. Inga underarter finns listade i Catalogue of Life.

## Bildgalleri

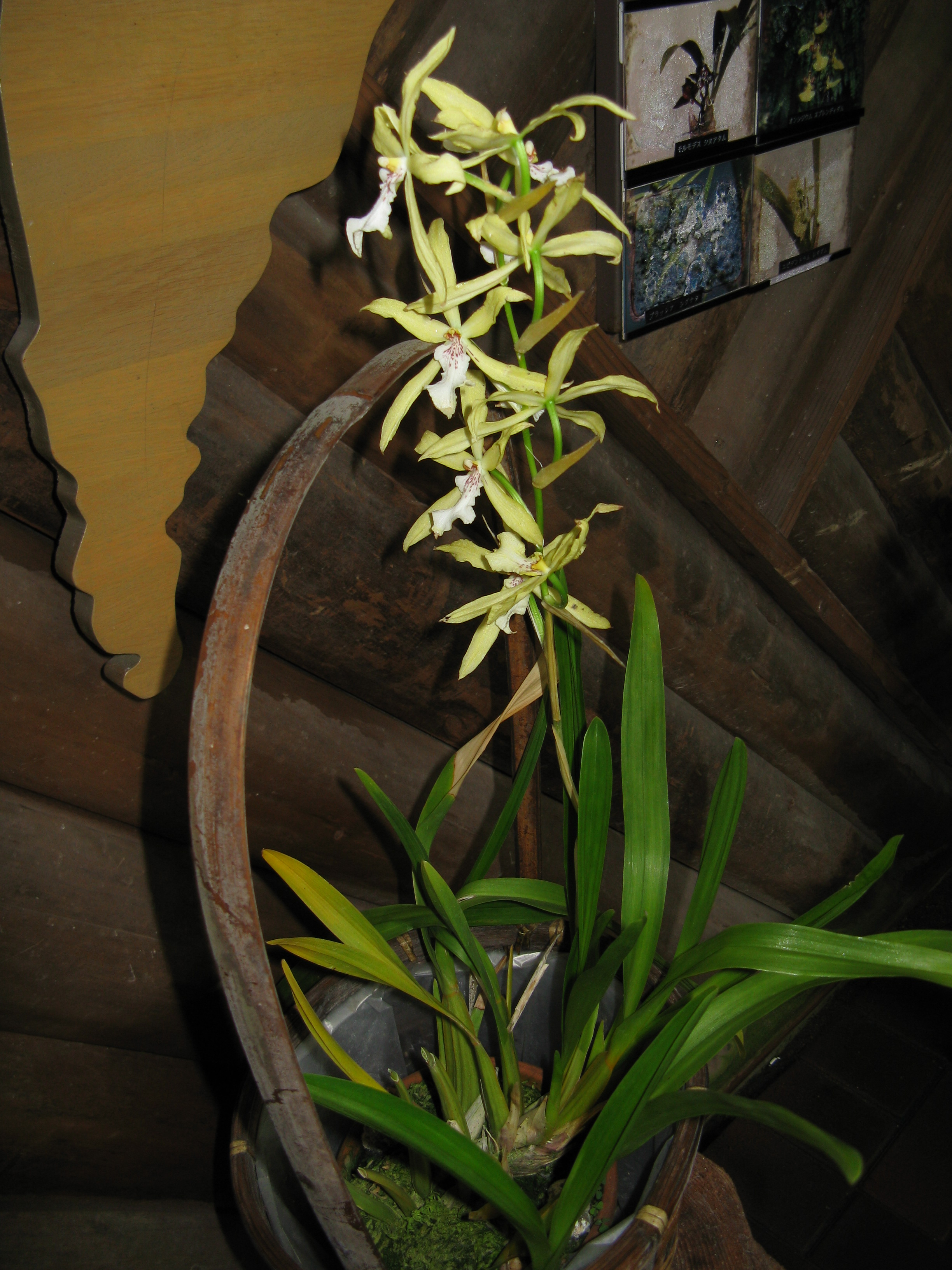
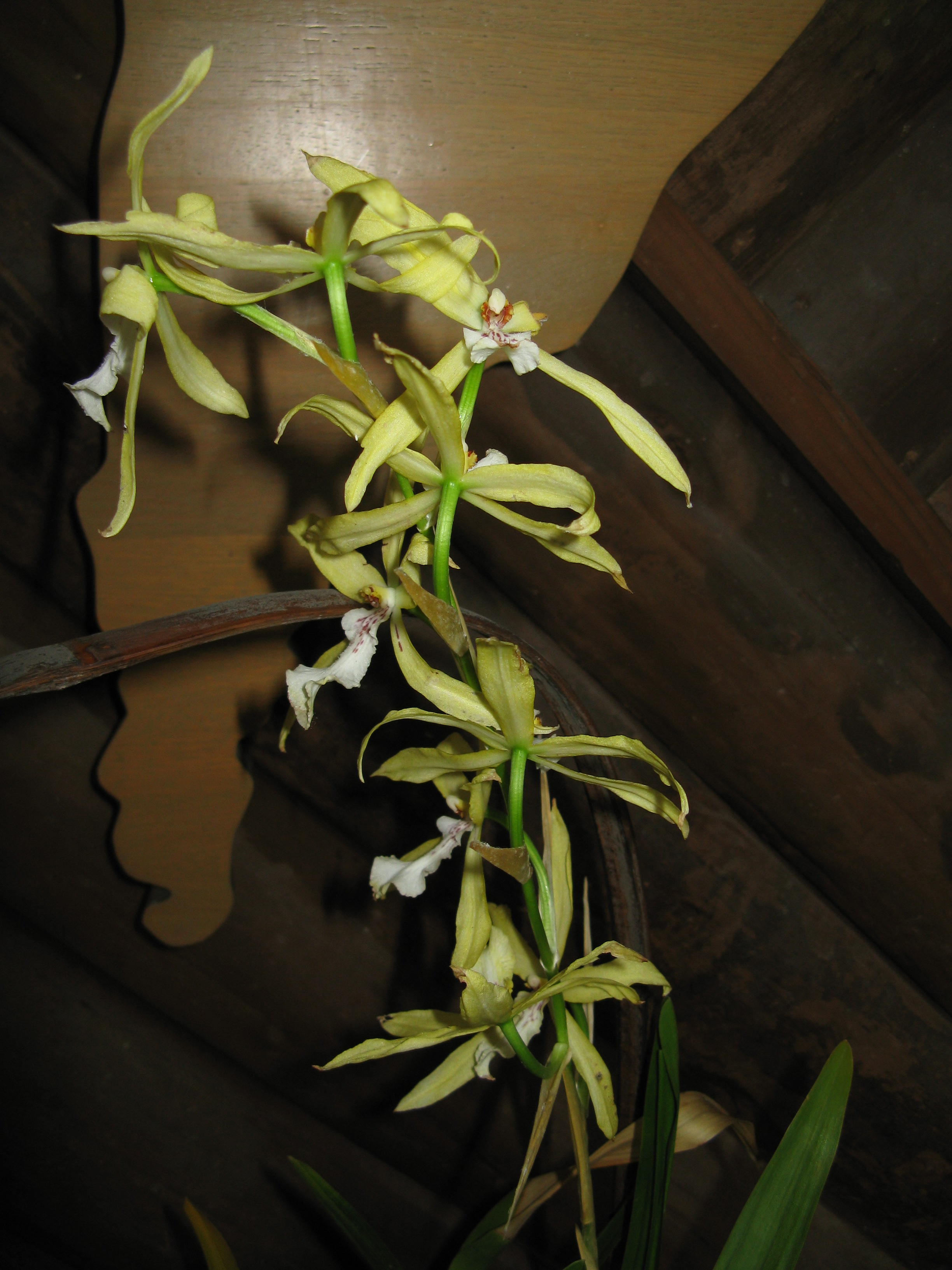
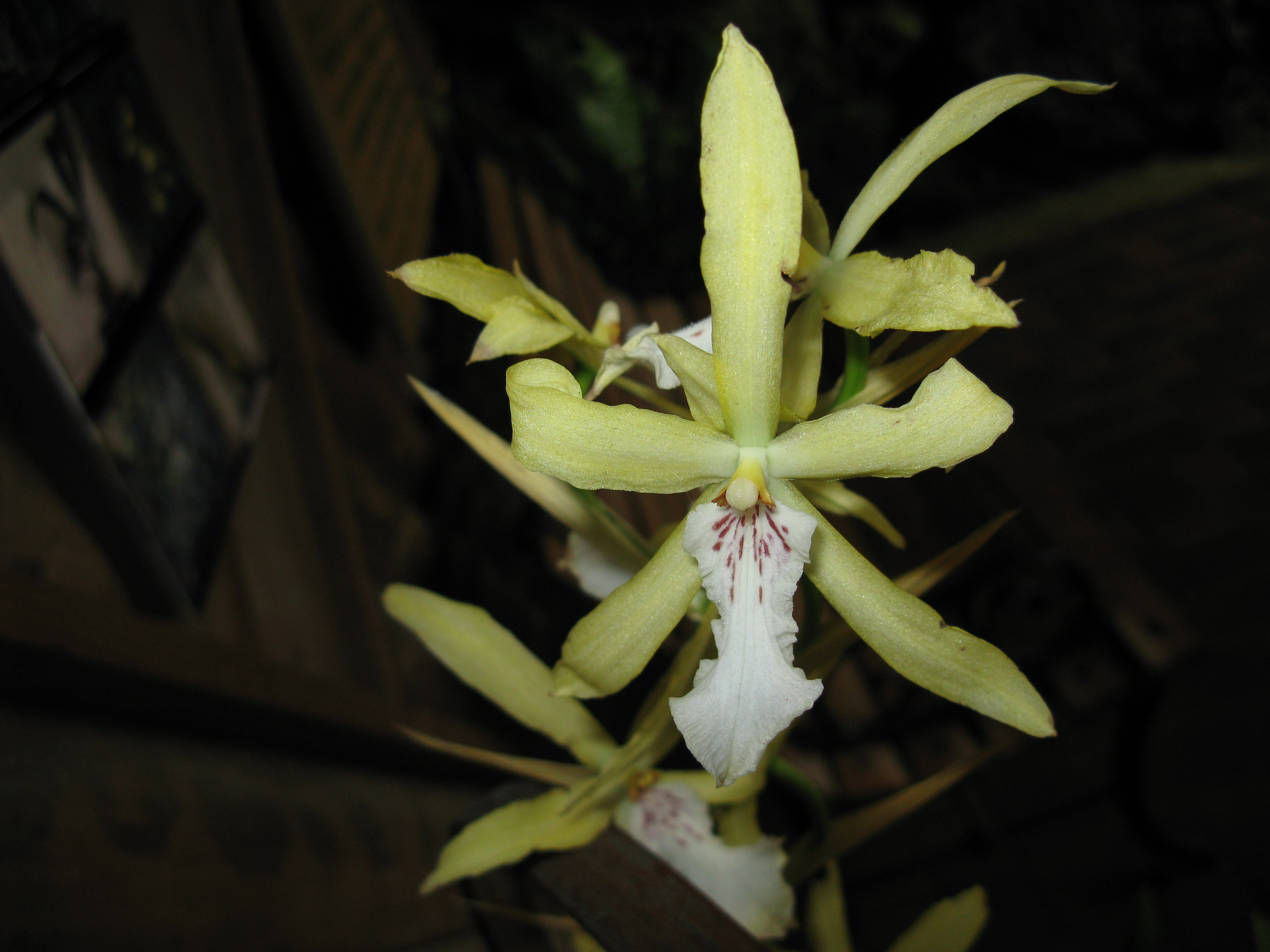
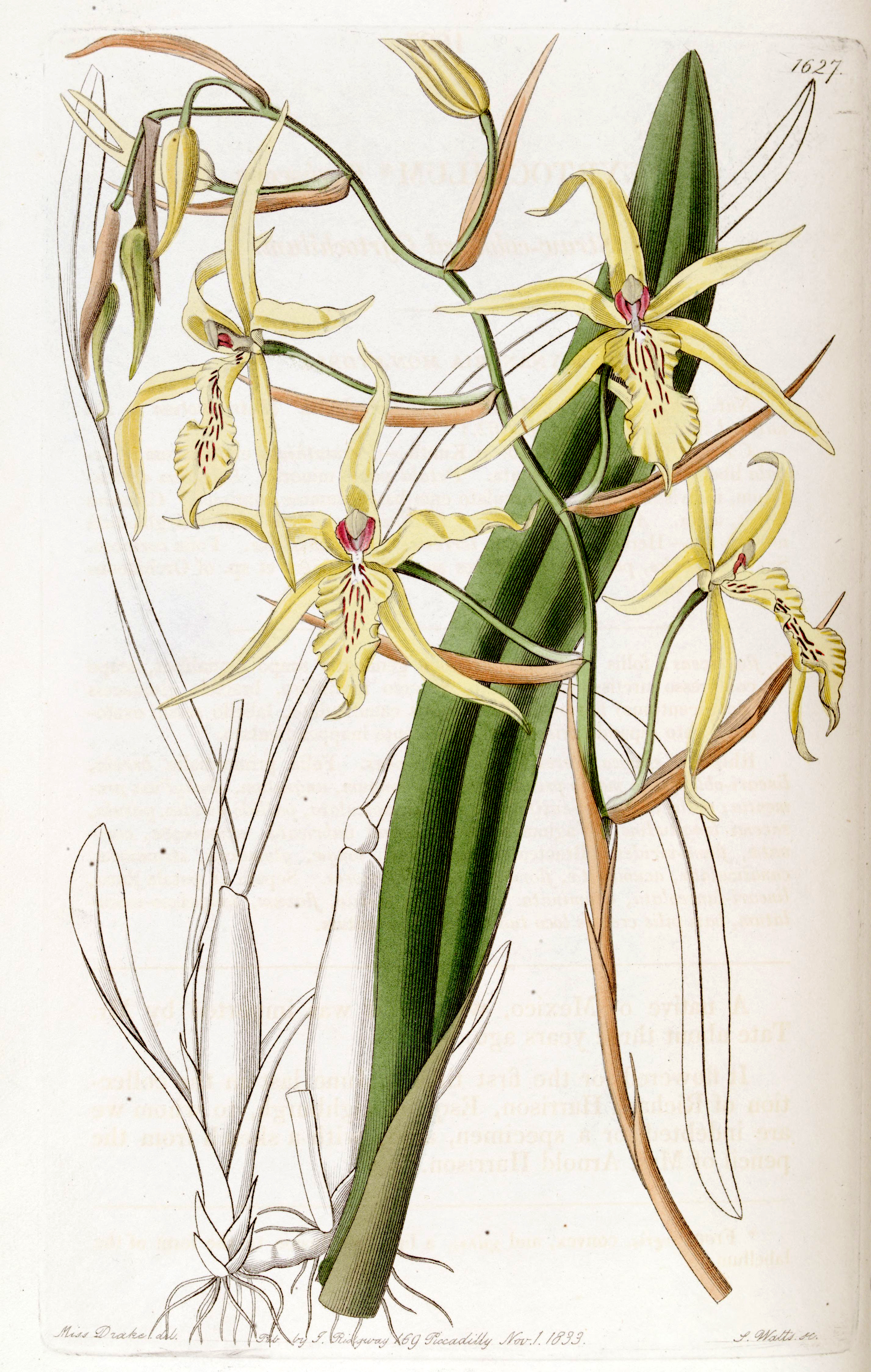
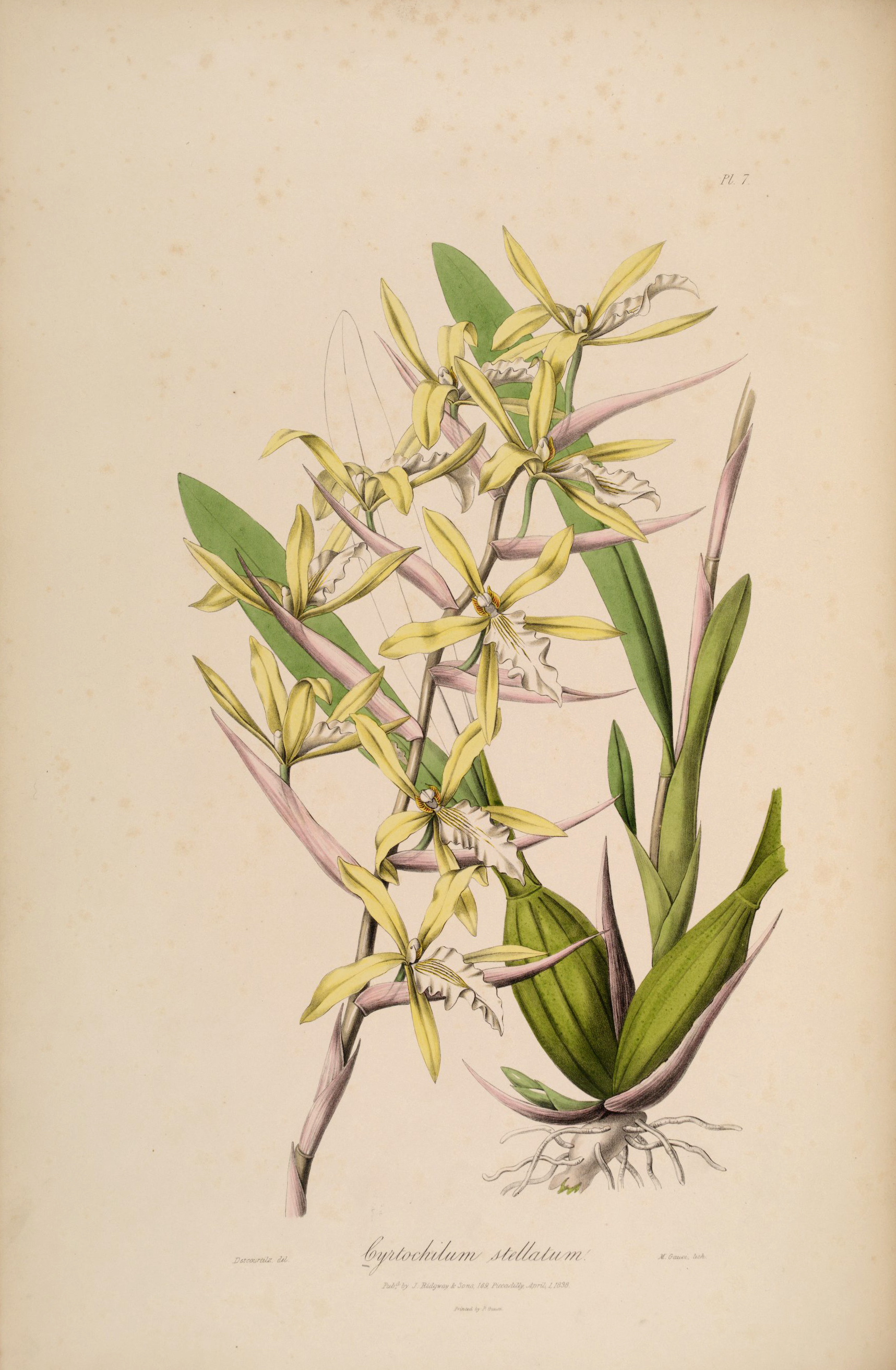
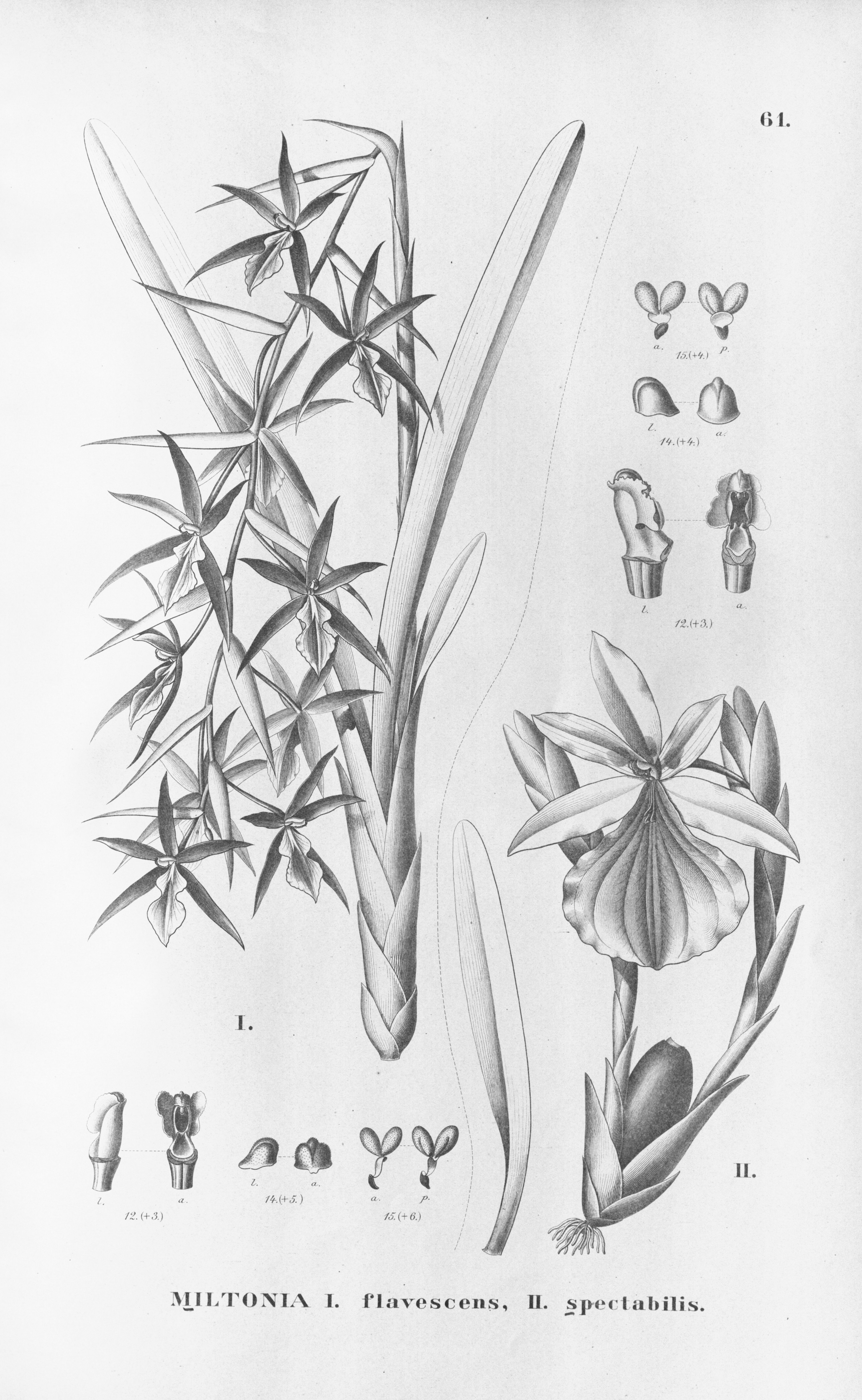